# Baking Bad
Baking Bad («Плохая выпечка») — третья серия тринадцатого сезона мультсериала «Гриффины». Премьерный показ состоялся 19 октября 2014 года на канале FOX.

## Сюжет
Лоис очень хочет участвовать в благотворительности и помогать нуждающимся людям, но у неё никак это не получается. По новостям сообщают о страшном урагане в районе Гаити, срочно требуется волонтерская помощь. Лоис решает помогать в донорской деятельности в Куахоге. Будучи прекрасным организатором, ей легко даётся эта работа: почти все жители города стали донорами, кроме … Питера, который пытается уйти от сдачи крови. Однако он резко меняет своё решение, когда узнаёт, что за это ему дадут печенье, которое приготовила сама Лоис. Лакомство получилось настолько вкусным, что уже дома он предлагает своей жене открыть бизнес по производству и продаже печенья в Куахоге.
Стьюи мучает бессонница: Лоис днями напролёт занята на донорской работе. Прочитать на ночь сказку соглашается Брайан, но и это не помогает, тогда Брайан решает дать Стьюи сироп от кашля для взрослых, который содержит алкоголь. Сироп действует немедленно, малыш крепко засыпает. Но на следующее утро Брайан обнаруживает у Стьюи полную бутылку сиропа: он пьет его просто так, из-за чего пьянеет и докучает Брайану. Дело доходит до того, что Стьюи чуть не сбивает малыша насмерть в своем дворе на велосипеде. Брайан решает действовать: организовав «кружок проблем» с любимыми игрушками Стьюи, он решает надавить на новоиспечённого алкоголика. Стьюи в слезах признается, что у него действительно есть проблемы, он решает отказаться от приёма сиропа с алкоголем.
Бизнес Лоис и Питера идет в гору: им дают кредит в банке, вместе они находят помещение и открывают магазин под названием «Печенье Жены Питера». Однако продажи не так велики, как того хотелось бы, Лоис в отчаянии. В баре Гленн советует Питеру увеличить продажи, позвав на работу девушек в бикини. Продажи и вправду повышаются: выручка растет, но Лоис понимает, что Питер превращает её магазин в стриптиз-бар. Спустя некоторое время так и происходит: отныне в заведении печенье дают бесплатно за просмотр шоу с участием полуобнаженных девушек. Лоис ссорится с Питером и уходит домой. К счастью, Питер понимает свою ошибку и просит прощения у жены: он всего лишь хотел помочь магазину, Лоис прощает его.

## Рейтинги
- Рейтинг эпизода составил 2.5 среди возрастной группы 18—49 лет.
- Серию посмотрело порядка 4.74 миллиона человек.
- Серия стала последней по просматриваемости в тот вечер Animation Domination на канале FOX[1].

## Критика
Катрина Талок из Entertainment Weekly отметила, что, к сожалению, эпизод не имеет ни одной отсылки к культовому американскому сериалу «Во все тяжкие».